# Clintonia
Clintonia es un pequeño género de plantas herbáceas, perennes y bulbosas pertenecientes a la familia Liliaceae. Clintonia se distribuye en América del Norte y en el este de Asia. Los estudios moleculares han determinado que las especies de cada continente forman clados separados, si bien el género es claramente monofilético.
Este género se ha dispuesto también en las familias Uvulariaceae y Convallariaceae.

## Descripción

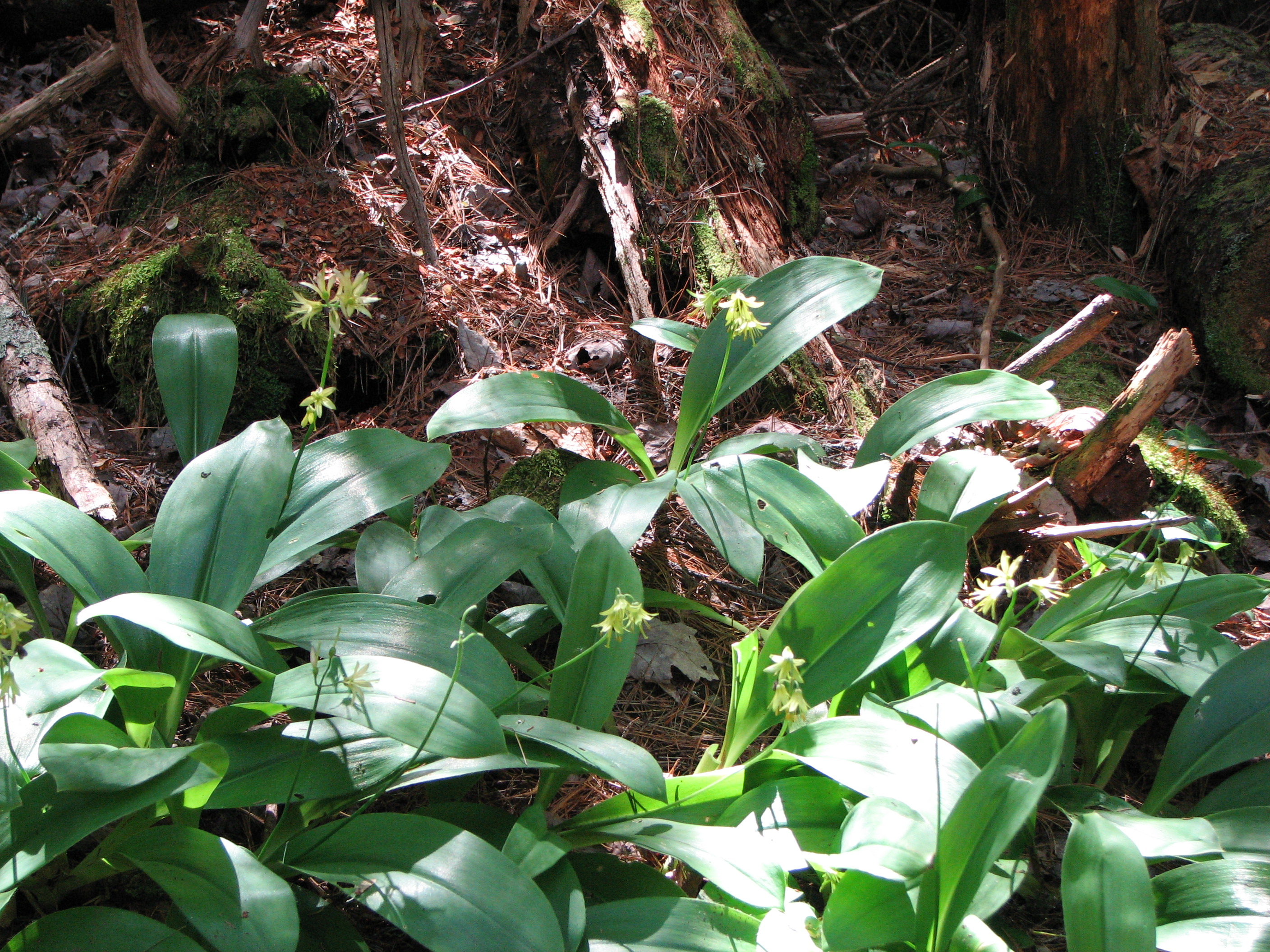
Clintonia borealis vista general de las plantas fotografiadas en el Parque Estatal "Moose Point", Maine, USA, 2007.

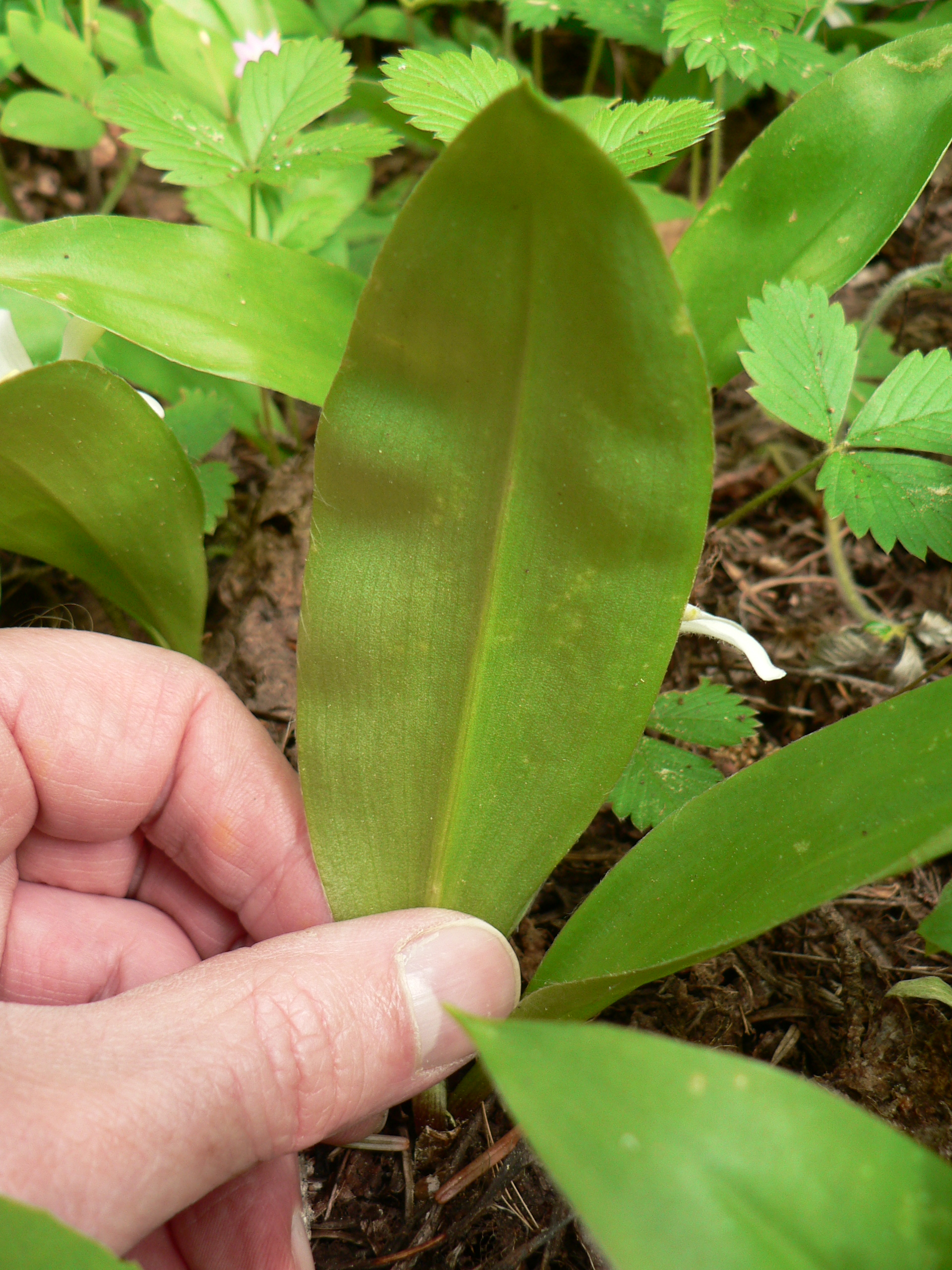
Clintonia uniflora detalle de las hojas lanceoladas, Parque nacional Wenatchee, USA, 2007.

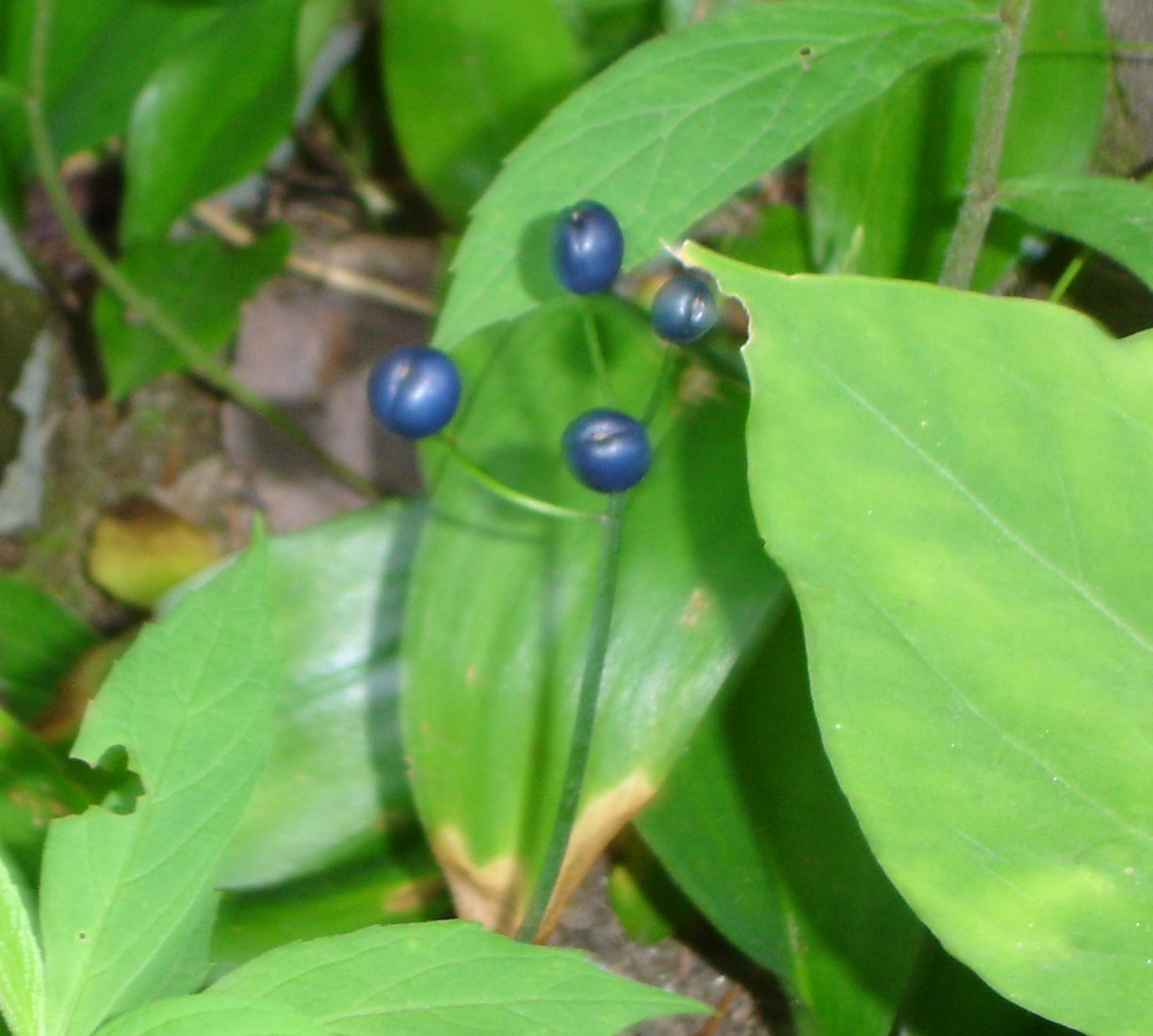
Clintonia borealis, fruto baya.

Plantas herbáceas, rizomatosas, con rizomas que llevan raíces fibrosas finas. Las hojas basales, en número de 2 a 6, emergen de la corona del rizoma y son sésiles. Las hojas caulinares son pecioladas son ua vena central prominente hacia la base, son obovadas a oblanceoladas, con la base atenuada o cuneada.Los márgenes foliares son enteros, el ápice es agudo a abruptamente acuminado, con frecuencia mucronado. La inflorescencia es terminal, en grupos umbeliformes o de racimos cortos con 1 a 45 flores, bracteada, la bráctea es foliácea o linear. Las flores presentan 6 tépalos caducos obovados a estrechamente oblanceolados. Presentan nectarios, en general oscuros. Los estambres están insertos en la base del perianto, con los filamentos dilatados y pubescentes en la base. Las anteras son oblongo-lanceoladas a oblongo-lineares, semiversátiles, extrorsas. El ovario es súpero, bi- o tri-locular, ovoide a subcilíndrico, glabro. Los óvulos están presentes en número de 2 a 10 por lóculo, el estilo escolumnar. El fruto es una baya, de color azul metálico a negro, con 4-30 semillas elipsoides a ovoides. Las semillas son marrones brillantes, redondeadas abaxialmente, angulosas, con 2 a 3 caras. El número cromosómico básico es x=7.

## Taxonomía
El género fue descrito por Constantine Samuel Rafinesque  y publicado en American monthly magazine and critical review 2: 266. 1818. La especie tipo es: Clintonia borealis (Sol.) Raf.
Etimología
El género fue nombrado en honor de De Witt Clinton, un botánico y político estadounidense del siglo XVIII

## Listado de especies
Las especies del género Clintonia son:

- Clintonia alpina (Royle) Kunth (sin.: Smilacina alpina Royle, actualmente considerada una variedad, Clintonia udensis var. alpina (Kunth ex Baker) H. Hara)
- Clintonia borealis (Sol.) Raf., Atlantic J. 1: 120 (1832).

- Clintonia udensis Trautv. & C. A. Mey., Fl. Ochot.: 92 (1856).

- Clintonia andrewsiana Torr., Pacif. Railr. Rep. Parke, Bot. 4: 150 (1857).

- Clintonia umbellulata (Michx.) Morong, Mem. Torrey Bot. Club 5: 114 (1894).

- Clintonia uniflora (Menzies ex Schult. & Schult.f.) Kunth, Enum. Pl. 5: 159 (1850).